# Cerusszit
A cerusszit egy karbonátásvány, az ólom-karbonát rombos kristályrendszerű ásványa. Magas ólomtartalma miatt fontos ólomérc. UV fényben egyes példányai fluoreszkálnak. Szennyező anyagai ezüst, króm és cink lehet, ezek elszíneződést eredményeznek (kékes árnyalat). Megtalálható lemezes, prizmás kristályként is.
Az ásvány neve a latin cerussa szóból van, ami a római nők fehér színű, ólomtartalmú arcfestéke volt.
Hidratált változata a hidrocerusszit (Pb3(CO3)2(OH)2).

## Kémiai összetétele
- Ólom (Pb) = 77,5 tömeg%
- Szén (C) = 4,5 tömeg%
- Oxigén (O) = 18,0 tömeg%

## Keletkezése
Legfontosabb keletkezése szulfidos ólomércek (pl. galenit) és cinkércek (pl. szfalerit) oxidációja útján. Másodlagosan smithsonit is lehet a keletkezés alapja.
Kísérő ásványok: galenit, anglesit, piromorfit, malachit, limonit, kalcit, kvarc.
Hasonló ásványok: scheelit, barit, cölesztin, anglesit.

## Előfordulása
Románia területén az erdélyi Rézbányán (Baita). Németországban Siegerland, Baden-Württemberg tartományban, a Fekete-erdő vidékén Freiburgban. Csehország területén Příbram vidékén. Ausztriában Karintia területén. Anglia területén Durham vidékén. Görögországban Trákia és Kykladia vidékén. Olaszországban Szardínia szigetén, valamint Vicenza és Veneto vidékén. Oroszország szibériai területein és az Altaj hegységben. Jelentős előfordulások vannak Namíbia és Zaire területén és Ausztráliában.  Az Amerikai Egyesült Államokban Illinois, Utah, Colorado és Kentucky szövetségi államok területén.

### Magyarországi előfordulása
A Velencei-hegységben Pákozd közelében a Szűzvári-malom kvarcos és fluoritos teléreit cerusszit erek hálózzák be. Nadap községtől délre a Kőrakás-hegy tömzseiben a szulfidos ércek mállása során elterjedt a cerusszit. Szabadbattyán területén a Szár-hegy hidrotermás metaszomatikus ólom-ércesedésben a galenit erősen cerusszitosodott, itt jelentős bányászatát is végezték. Rudabánya területén a galenit több helyen is cerusszittá oxidálódott, ahol centiméteres kristályait is találták, az Andrásy-I. bányában limoniton fennőtt kristályok vannak, melyek gyakran ikresedve fordulnak elő. Gyöngyösoroszi Károly telérben a cerusszit apró kristályai fordulnak elő. Legyesbénye mellett nyitott bányában a limnokvarcitban található hintett formában cerusszit. Nagyvisnyó és Szilvásvárad között a szulfidos ércelőfordulás kiterjedt oxidációs öveiben ólom és cink ércesedéseiben található több helyen. Balatonfüred közelében lévő szulfidos ércesedésben találtak cerusszitot.

## Képek

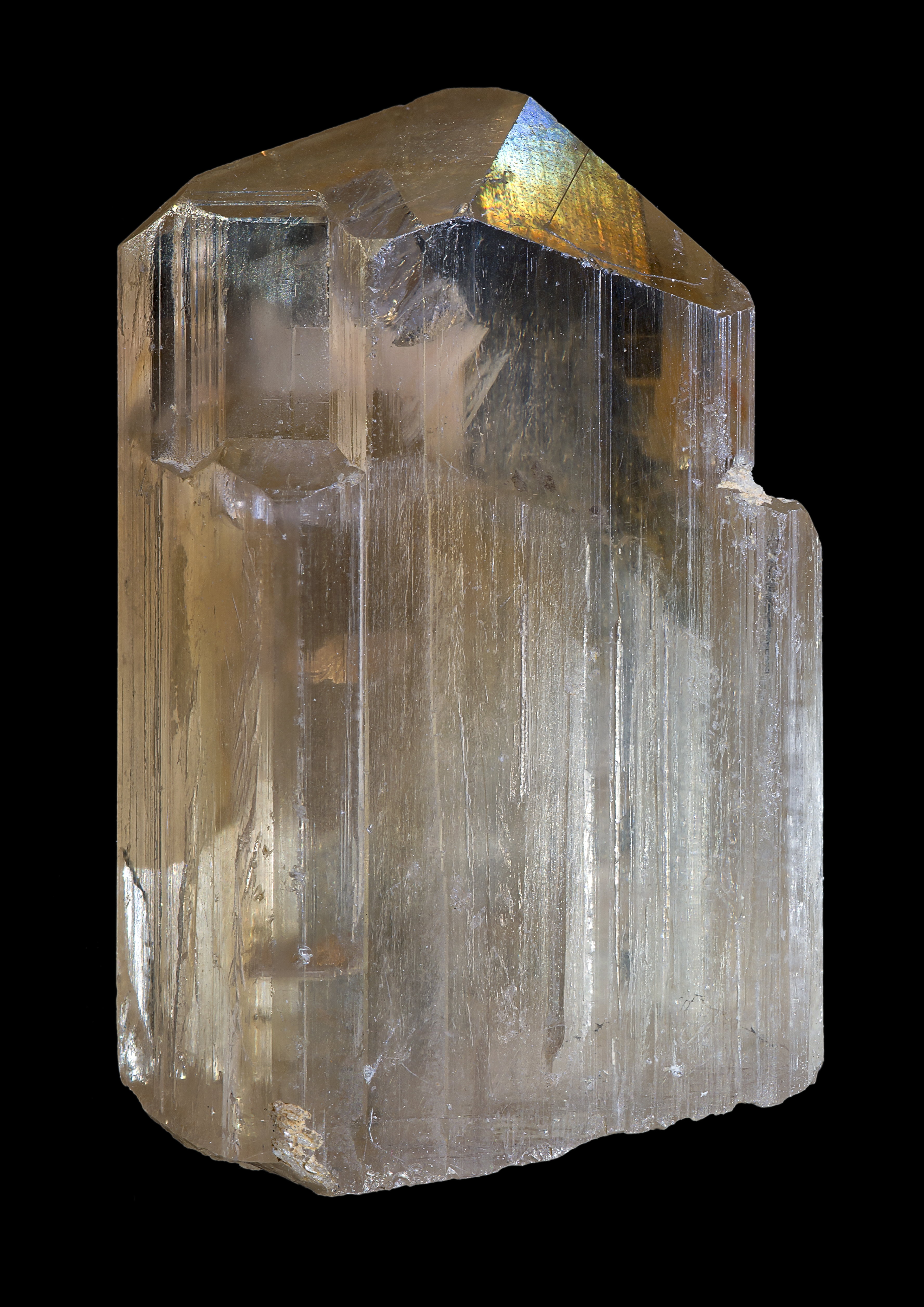
Egykristály Franciaországból
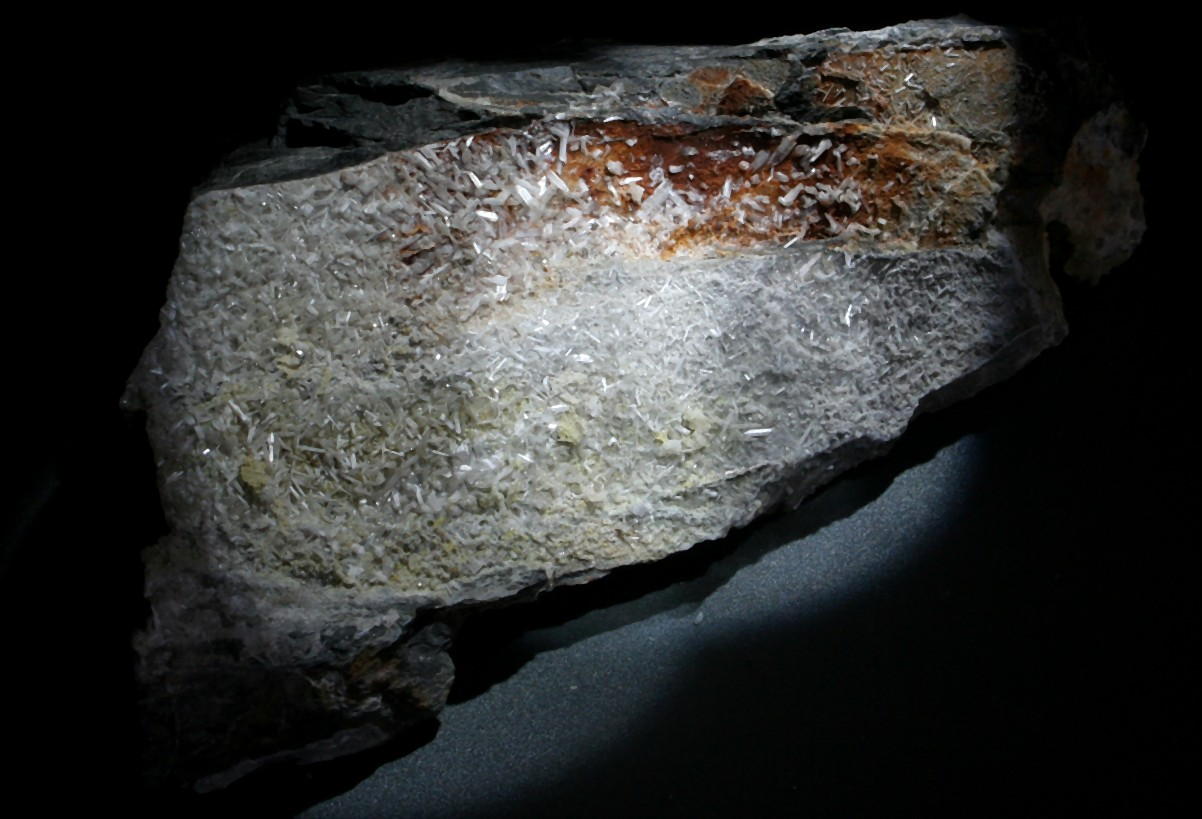
Tömeges cerusszit
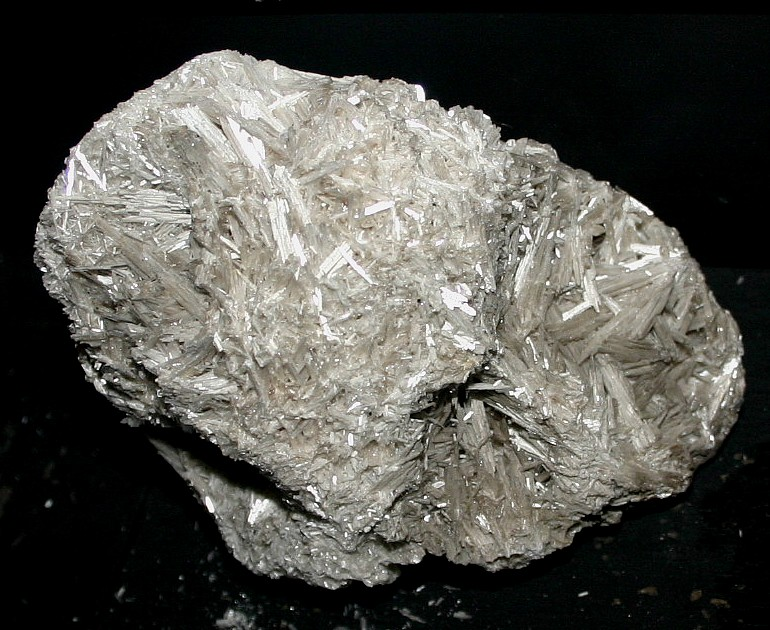
Másodlagos ólomércként
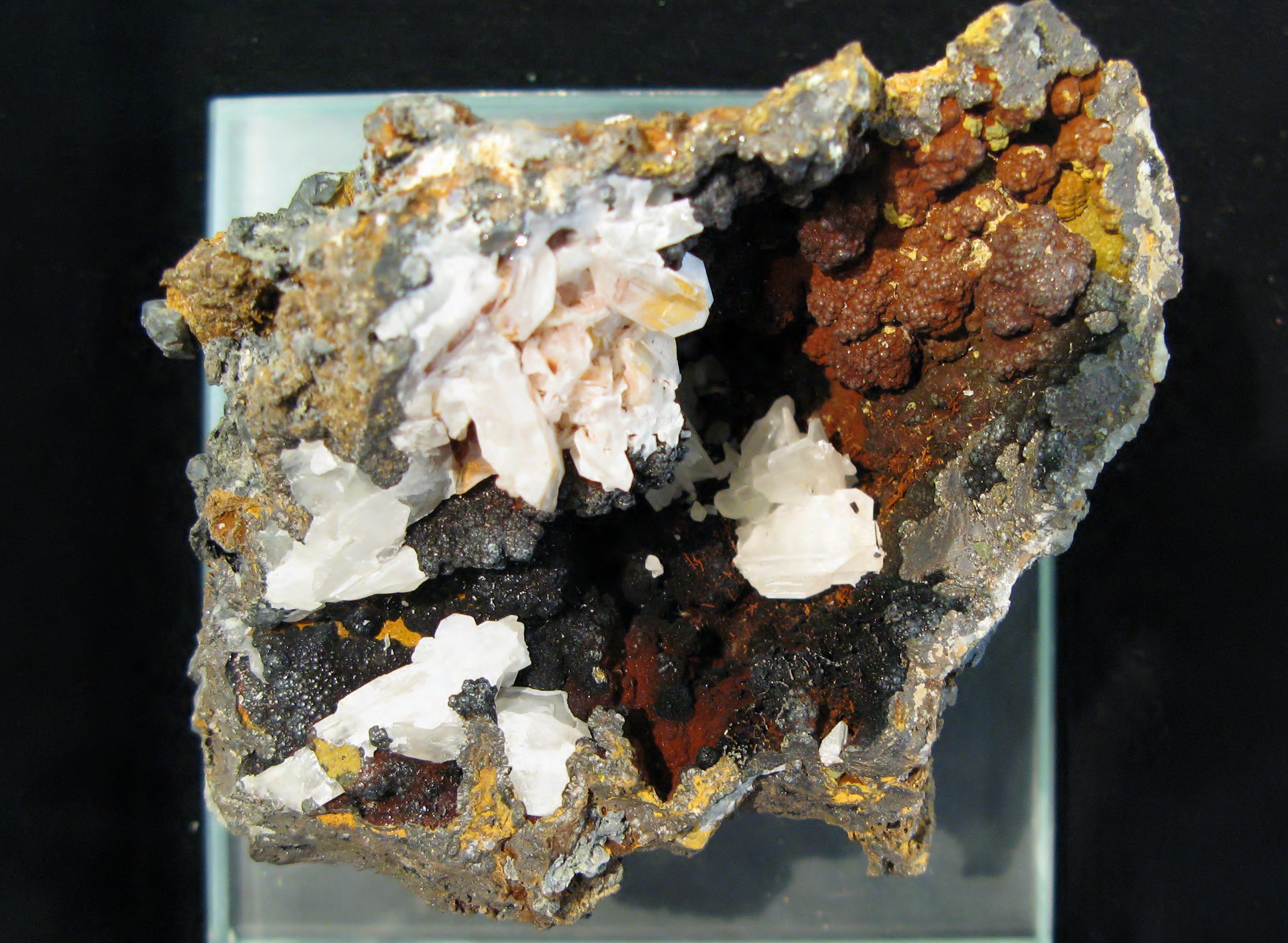
Fennőtt kristályok limoniton (Németország)
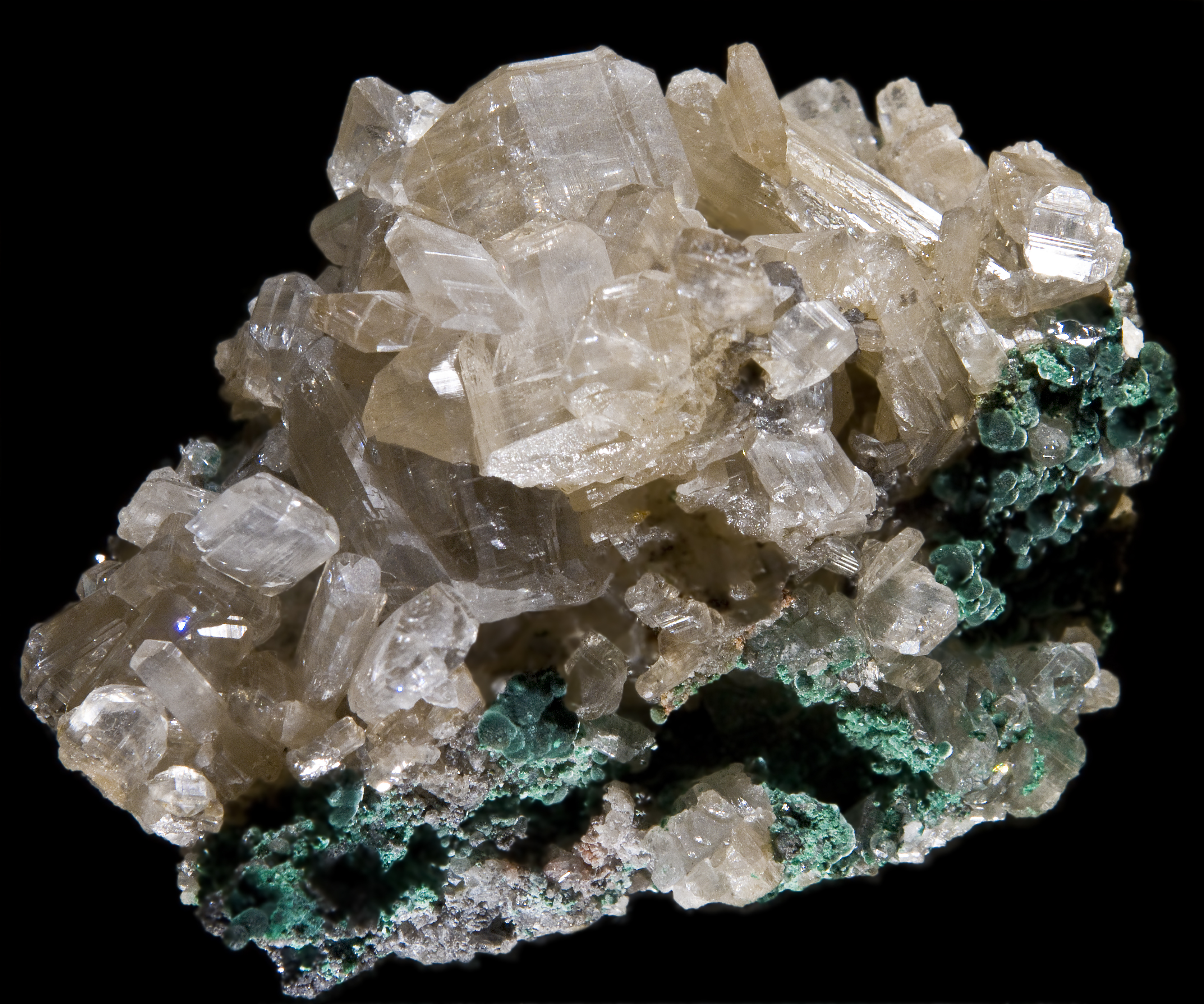
Fennőtt kristályok malachiton (Namíbia)